# Der Sohn der weißen Berge
Der Sohn der weißen Berge ist ein deutscher Spielfilm von Luis Trenker aus dem Jahr 1930.

## Handlung
Den drei deutschen Skisportlern Turri, Koste und Morel fällt beim Training für die Europameisterschaften im Skilaufen in Zermatt am Matterhorn die französische Skifahrerin Mary Dulac im Schnee vor die Füße. Die Tochter verbringt mit ihrem wohlhabenden Vater den Winterurlaub in den Bergen und lädt ihre neuen Bekanntschaften abends zum Tanz in ihrem vornehmen Hotel ein – sehr zum Missfallen ihres Verehrers Gregor Milacz.
Mary bucht Turri für den nächsten Tag zu einer Bergtour zusammen mit Gregor. Turri würde allerdings lieber trainieren, da bereits in fünf Tagen die Wettbewerbe anstehen. Aber Milac bestellt ihn auch für den nächsten Tag zu einer weiteren Bergtour; diesmal bei unsicherem Wetter auf das Breithorn und ohne Mary.

## Kritiken
„Die romantischen Bergaufnahmen der Alpen entschädigen für die etwas naive Handlung.“